# The Great Divide (film, 1929)
Pour l’article homonyme, voir The Great Divide.
The Great Divide est un western américain sonore réalisé par Reginald Barker, sorti en 1929.

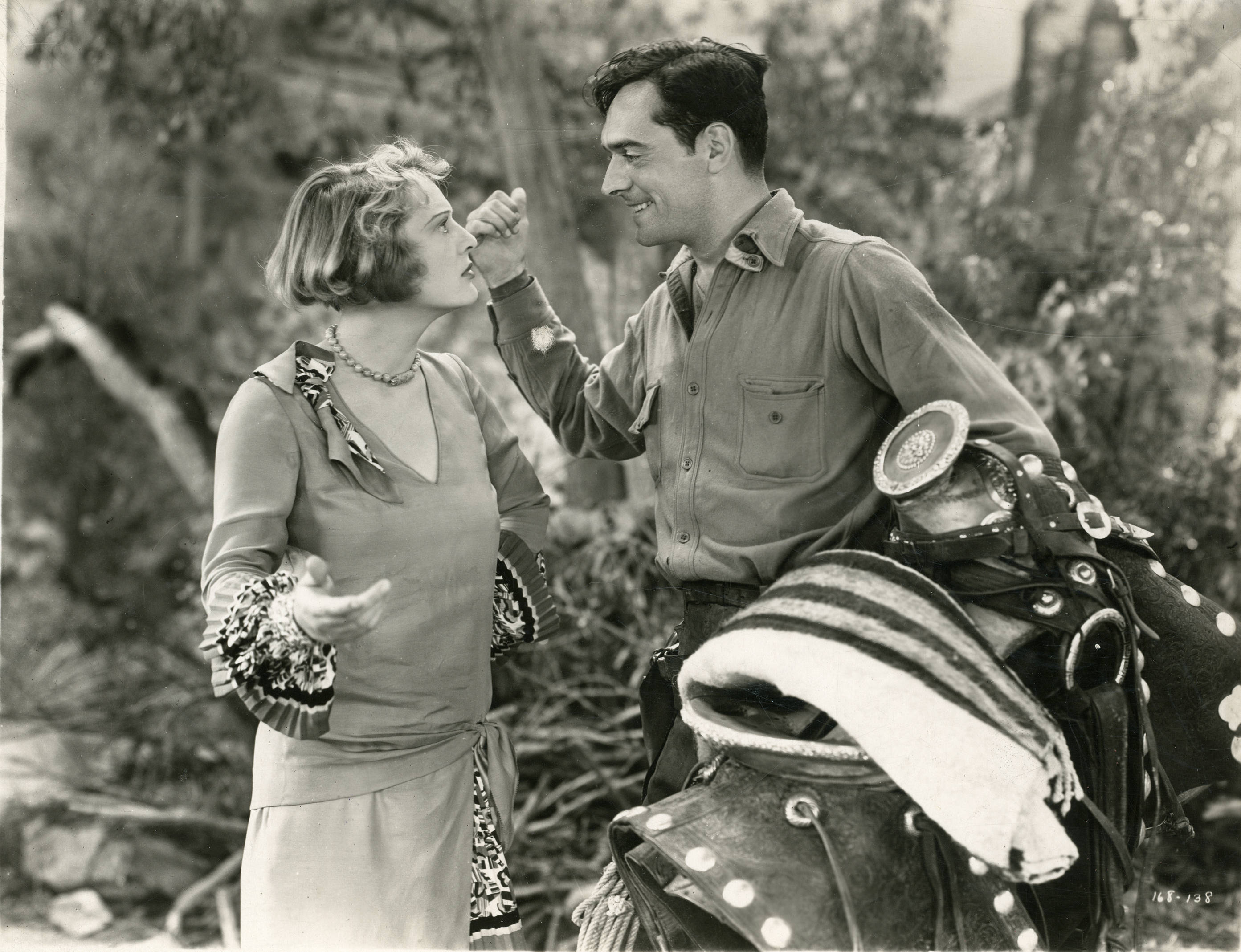
Dorothy Mackaill et Ian Keith dans une scène du film The Great Divide.

C'est un remake du film de 1925 La Rançon de Metro-Goldwyn-Mayer avec Alice Terry

## Synopsis
Stephen Ghent, propriétaire d'une mine, tombe amoureux de Ruth Jordan, une jeune fille arrogante venue de l'Est, ignorant qu'elle est la fille de son défunt associé. Ruth est en vacances en Arizona et au Mexique avec un groupe d'amis, dont son fiancé, Edgar. Manuela, une femme d'origine espagnole, éperdument amoureuse de Ghent, force Ruth à retourner auprès de son fiancé en insinuant que Ghent est à elle. Ghent suit Ruth, la kidnappe et l'emmène dans la nature pour y endurer des épreuves. Là, elle découvre qu'elle aime Ghent et abandonne Edgar.

## Fiche technique
- Réalisation : Reginald Barker
- Scénario, dialogues et intertitres : Fred Myton, Paul Perez d'après la pièce The Great Divide de William Vaughn Moody (1906)[2]
- Producteur : Robert North (non crédité)
- Photographie : Lee Garmes, Alvin Knechtel
- Production : First National Pictures
- Procédé sonore : Vitaphone
- Distributeur : Warner Bros.
- Durée : 72 minutes
- Date de sortie : 27 octobre 1929

## Distribution
- Dorothy Mackaill : Ruth Jordan
- Ian Keith : Steven Ghent
- Myrna Loy : Manuela
- Lucien Littlefield : Texas Tommy
- Creighton Hale : Edgar Blossom
- George Fawcett : Macgregor
- Claude Gillingwater : Winthrop Amesbury
- Roy Stewart : Joe Morgan

## Production
Certaines scènes du film ont été tournées en Utah